# Fuilla
Fuilla (katalanisch Fullà) ist eine französische Gemeinde mit 435 Einwohnern (Stand 1. Januar 2022) im Département Pyrénées-Orientales in der Region Okzitanien. Sie gehört zum Arrondissement Prades und zum Kanton Le Canigou.

## Nachbargemeinden
Nachbargemeinden von Fuilla sind Villefranche-de-Conflent im Norden, Corneilla-de-Conflent im Osten, Vernet-les-Bains im Südosten, Sahorre im Süden, Escaro im Südwesten, sowie Serdinya  im Westen.

## Bevölkerungsentwicklung
| Jahr      | 1962 | 1968 | 1975 | 1982 | 1990 | 1999 | 2017 |
| Einwohner | 273  | 266  | 233  | 254  | 297  | 329  | 448  |

## Sehenswürdigkeiten
- romanische Kirche Sainte-Eulalie (1031) in Fuilla-d‘Avall
- romanische Kirche Saint-Jean-Baptiste in Fuilla-d‘Amunt
- ehemalige romanische Kapelle Saint-Clément in La Serra